# 우이칠리우이틀
우이칠리우이틀(나와틀어: Huitzilihuitl [wit͡siˈliʔwit͡ɬ])은 아즈텍의 두 번째 왕이다. 1395년 부왕 사후 아스카포찰코의 식민지에서 벗어나 1396년 아즈텍의 통치자로 즉위하였다.

## 같이 보기
- 아카마피츠틀리
- 아즈텍 문명

| 전임 : 아카마피츠틀리 아스카포찰코의 식민지 | 제2대 아즈텍 황제 1396년 - 1417년 | 후임 치말포포카 |